# Wie van de Drie
Wie van de Drie is een Nederlands televisieprogramma dat gebaseerd is op de Amerikaanse televisiequiz To Tell the Truth. De oorspronkelijke Nederlandse versie werd uitgezonden door de AVRO op Nederland 1 van 1963 tot 1983, vervolgens in 1991 door RTL 4 en van 1994 tot 1997 weer op Nederland 1. Van 2010 tot 2013 keerde het bij Omroep MAX terug. Sinds oktober 2020 wordt het programma opnieuw uitgezonden, ditmaal door SBS6. 

## Geschiedenis
Het televisieprogramma startte op 26 oktober 1963 en werkte met een panel van vier bekende Nederlanders. De aandacht ging naar drie personen, die beweren hetzelfde beroep of hetzelfde bijzondere talent te hebben. De bedoeling is dat het panel moet raden wie de echte persoon in kwestie is. Dit doet het panel door 'slimme' vragen te stellen over het beroep of talent van de kandidaat.
De eerste variant van het programma werd gepresenteerd door Nand Baert, hij deed dit van 1963 tot 1967. Door de jaren heen werd de presentator regelmatig vervangen. De presentator die de show het langst, 11 jaar, heeft gepresenteerd is Herman Emmink. 
In 1991 kwam RTL 4 met een soortgelijk programma onder de naam Wie is wie? dat gepresenteerd werd door Caroline Tensen. Hoewel het programma een andere titel had was de insteek van het programma dezelfde. Het enige verschil was dat de presentatrice en de panelleden niet op een stoel zaten met het bordje op schoot, maar achter een desk. Dit was ook het geval in de afleveringen van Wie van de Drie uit 1994. Het programma was in 1994, 1995 en 1997 weer te zien bij de AVRO met achtereenvolgens Rob van Hulst, Jos Kuijer en Joop Braakhekke als presentator. 
Na een afwezigheid van 13 jaar keerde het programma in december 2010 terug bij Omroep MAX, het programma werd ditmaal twee keer per week uitgezonden en werd gepresenteerd door Ron Brandsteder. Door de relatief hoge kijkcijfers volgden er meerdere seizoenen totdat het programma weer stopte in 2013.
In september 2020 werd bekend gemaakt dat het programma zou terugkeren, deze keer uitgezonden door SBS6 en gepresenteerd door Wendy van Dijk. Op 11 oktober 2020 was de eerste uitzending van deze nieuwe reeks.

## Spelverloop

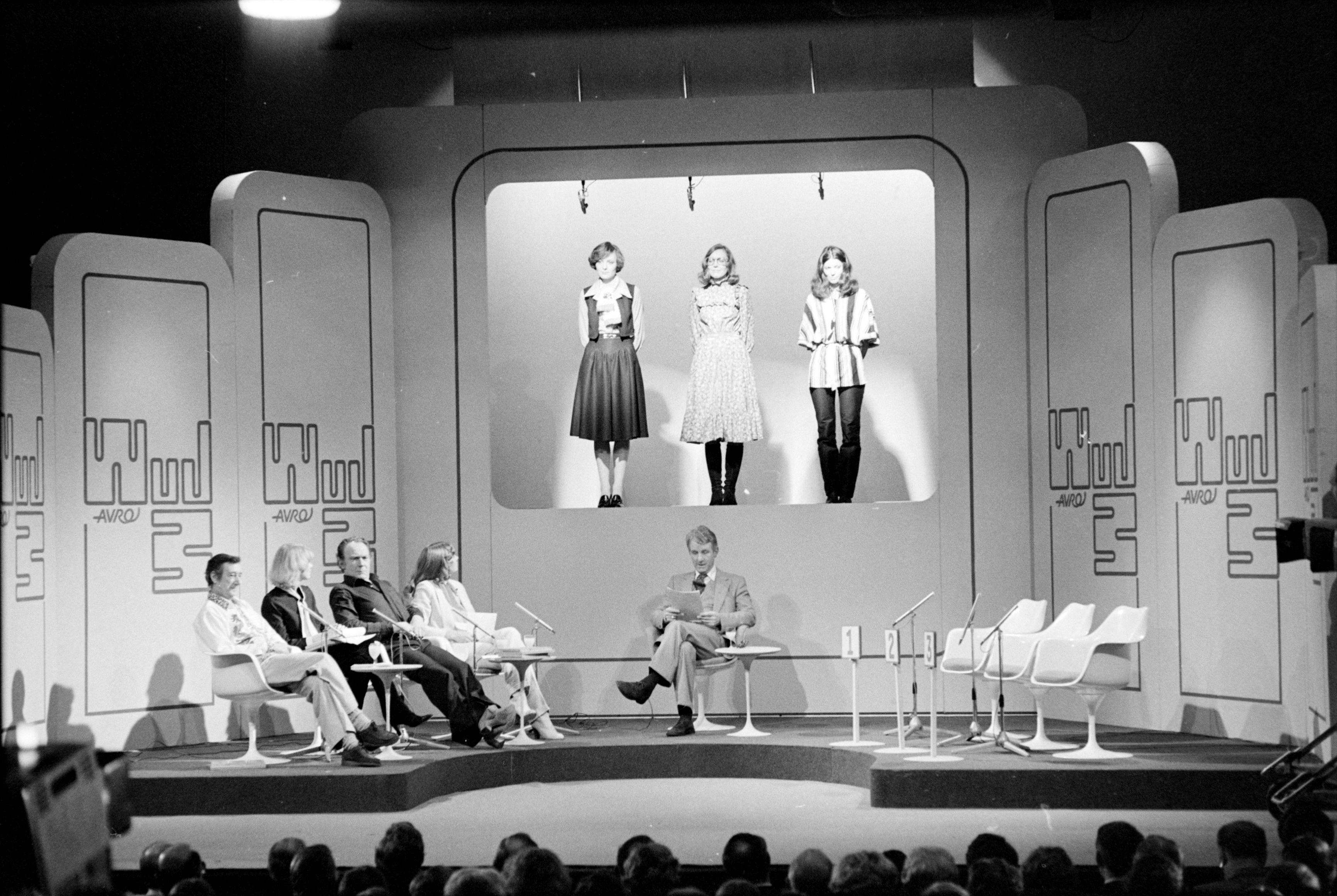
Het voorstellen

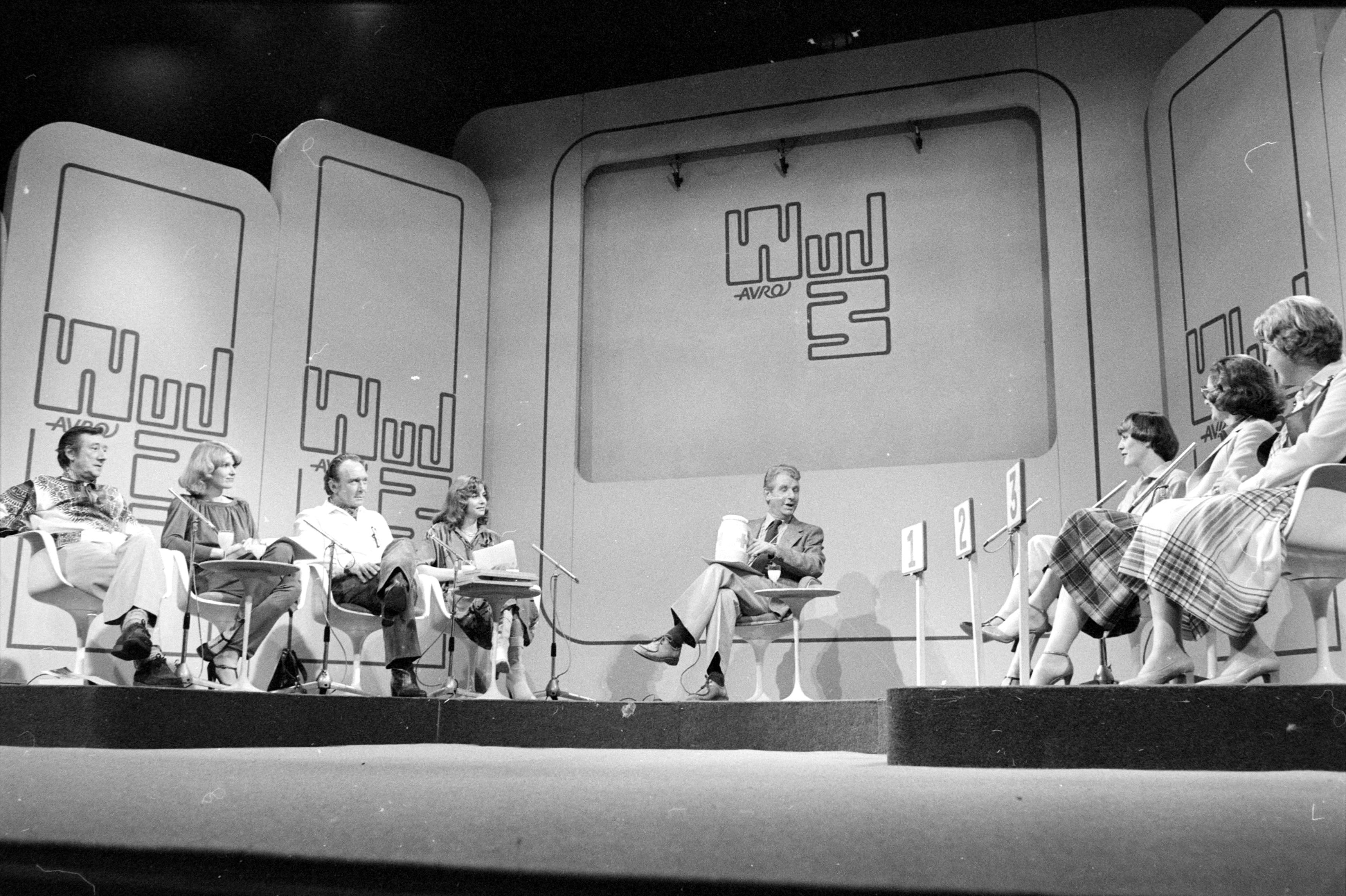
Ondervraging

Het programma begon met drie schimmen achter een gordijn. Het gordijn werd opengedaan en de drie personen stelden zich voor, steeds met dezelfde naam. De spelleider herhaalde de naam en gaf een toelichting over het beroep dat de desbetreffende persoon uitoefende. Vervolgens namen de kandidaten onder muziekbegeleiding plaats op hun stoelen tegenover de leden van het panel. Elk panellid had een minuut de tijd om vragen te stellen aan de kandidaten. Daarna moesten de panelleden raden welke van de drie personen de echte was, door een bordje met het cijfer 1, 2 of 3 te tonen. Ten slotte moest de echte kandidaat opstaan. Uiteindelijk stelden de andere twee kandidaten zich voor, met hun echte naam en echte beroep (vaak een totaal andere naam en beroep dan de naam en het beroep van de te raden kandidaat).
Er was steeds een beloning van 400 gulden beschikbaar die door de drie personen verdeeld moest worden. Voor elk panellid dat goed raadde werd er 100 gulden afgetrokken. Het was dus zaak het panel zo veel mogelijk te misleiden.
Toen het programma in 2010 terugkeerde was het spel volledig hetzelfde inclusief de muziek en de bordjes op de schoot. Alleen stonden de kandidaten bij het voorstellen niet meer achter een gordijn maar werden ze elektronisch onherkenbaar gemaakt. Het prijzengeld voor de kandidaten was bij deze variant echter 1000 euro, waarbij er 250 euro af ging als een panellid het juist geraden had. Als alle panelleden het goed hadden geraden gingen de kandidaten met lege handen naar huis.
Ook tijdens de variant, die uitgezonden wordt sinds oktober 2020, is het spel inclusief de muziek hetzelfde. Een aanvulling is dat ze bij de bonusrondes twee punten kunnen krijgen als ze zowel voor het stellen van de vragen als na het stellen van de vragen het juiste antwoord geven. Het panellid dat de meeste punten heeft gescoord wint de aflevering. In deze variant valt er echter geen prijzengeld meer voor de kandidaten te winnen. In 2021 werd echter het originele spel weer gespeeld, waarbij de deelnemers wel prijzengeld krijgen als ze het panel om de tuin kunnen leiden. Bovendien licht bij de bekendmaking van de echte kandidaat het nummer van de kandidaat geel op, zodat duidelijk te zien is wie de echte kandidaat was. Dit is vooral handig bij de bonusrondes, waarbij de kandidaten niet zitten, maar blijven staan.

## Seizoensoverzicht
Hieronder een seizoensoverzicht van het programma vanaf 2010, eerdere uitzendgegevens zijn niet meer te achterhalen.
| Seizoen          | Uitzendtijden                         | Aantal afleveringen | Start seizoen    | Start seizoen | Einde seizoen    | Einde seizoen | Gemiddelde kijkcijfers |
| Seizoen          | Uitzendtijden                         | Aantal afleveringen | Datum            | Kijkcijfers   | Datum            | Kijkcijfers   | Gemiddelde kijkcijfers |
| ---------------- | ------------------------------------- | ------------------- | ---------------- | ------------- | ---------------- | ------------- | ---------------------- |
| 2010-2011        | Vrijdag en zaterdag 19:30 – 20:00 uur | 8                   | 17 december 2010 | 1.193.000     | 8 januari 2011   | 1.347.000     | 1.098.375              |
| 2011             | Zaterdag 19:30 – 20:00 uur            | 9                   | 29 oktober 2011  | 844.000       | 24 december 2011 | 782.000       | 859.111                |
| 2012-2013        | Maandag t/m vrijdag 19:30 – 20:00 uur | 7                   | 27 december 2012 | 883.000       | 4 januari 2013   | 1.111.000     | 1.001.857              |
| 2020             | Zondag 20:30 – 21:30 uur              | 8                   | 11 oktober 2020  | 1.331.000     | 29 november 2020 | 1.087.000     | 1.203.000              |
| voorjaar 2021    | Zondag 21:30 – 22:30 uur              | 8                   | 7 maart 2021     | 1.249.000     | 25 april 2021    | 1.227.000     | 1.263.625              |
| najaar 2021      | Zondag 21:30 – 22:30 uur              | 7                   | 5 september 2021 | 818.000       | 17 oktober 2021  | 934.000       | 874.286                |
| O&N-special 2021 | Vrijdag 20:35 – 22:05 uur             | 1                   | 31 december 2021 | 497.000       | n.v.t.           | n.v.t.        | 497.000                |
| 2022             | Zondag 20:25 – 21:25 uur              | 8                   | 30 januari 2022  | 648.000       | 20 maart 2022    | 497.000       | 596.750                |
| 2023             | Zondag 21:30 – 22:30 uur              | 6                   | 5 maart 2023     | 925.000       | 9 april 2023     | 605.000       | 897.000                |
| 2025             | Zaterdag 21:30 – 22:30 uur            | 8                   | 18 januari 2025  | 948.000       | 8 maart 2025     | 873.000       | 897.250                |

## Presentatoren
In chronologische volgorde:
- Nand Baert (1963-1967), (AVRO)
- Pim Jacobs (1967-1968), (AVRO)
- Herman Emmink (1971-1982), (AVRO)

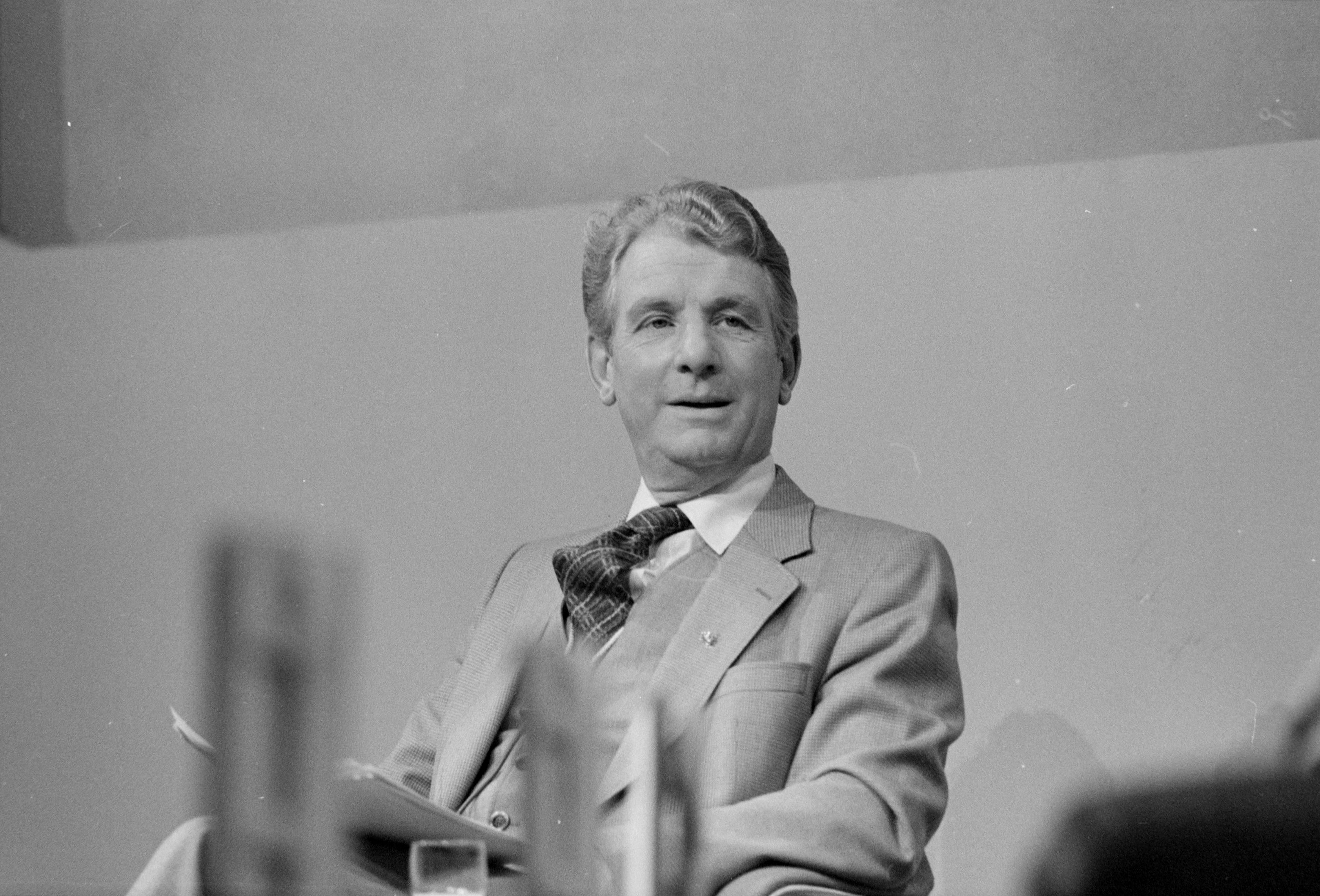
Herman Emmink in 1979

- Flip van der Schalie (1983), (AVRO)
- Fred Oster (1985), (AVRO)
- Caroline Tensen (1991), (RTL 4)
- Rob van Hulst (1994), (AVRO)
- Jos Kuijer (1995-1996), (AVRO)
- Joop Braakhekke (1997), (AVRO)
- Ron Brandsteder (2010-2013), (Omroep MAX)
- Wendy van Dijk (2020-heden), (SBS6)

## Panelleden

### Panelleden Wie van de Drie

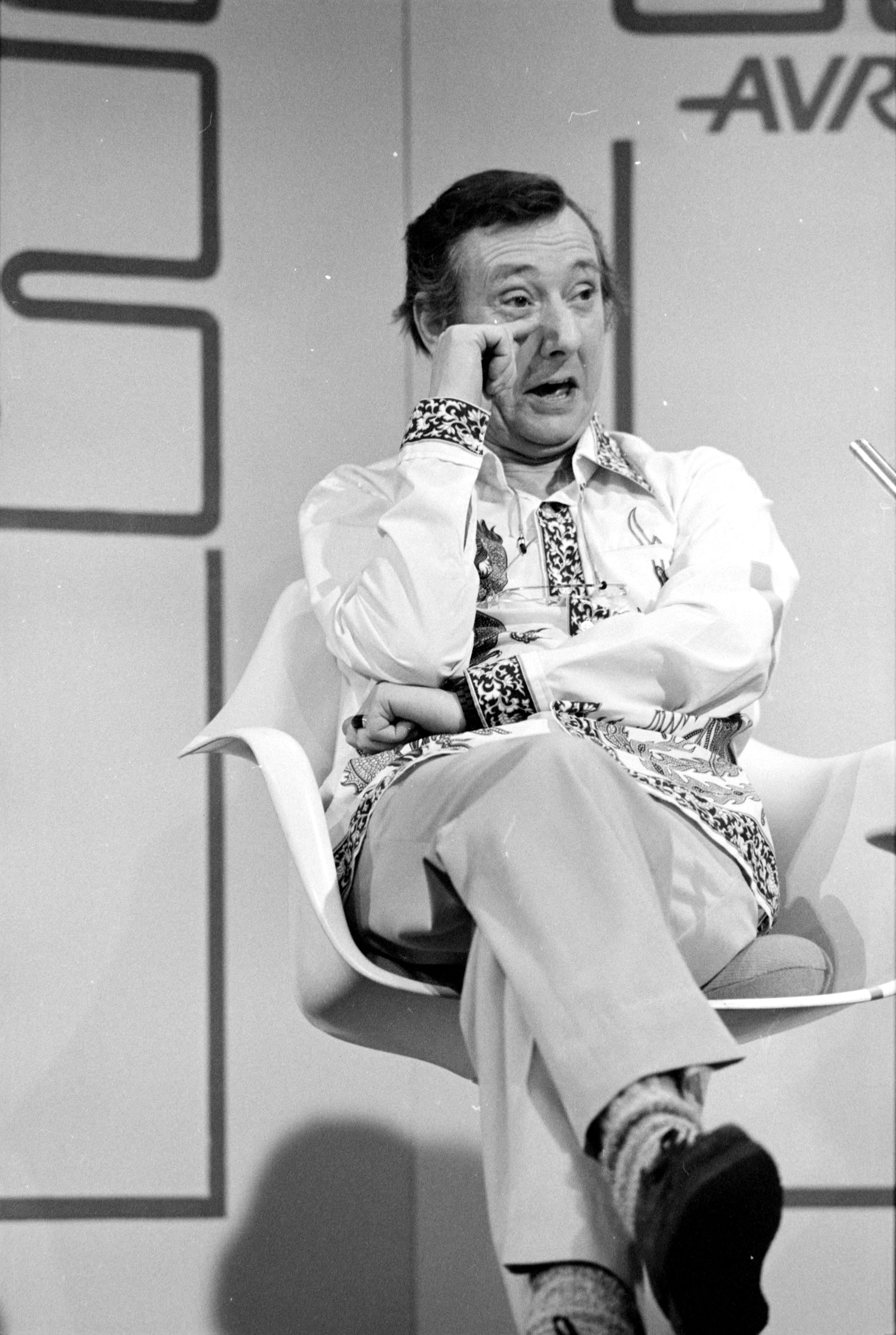
Albert Mol in 1979

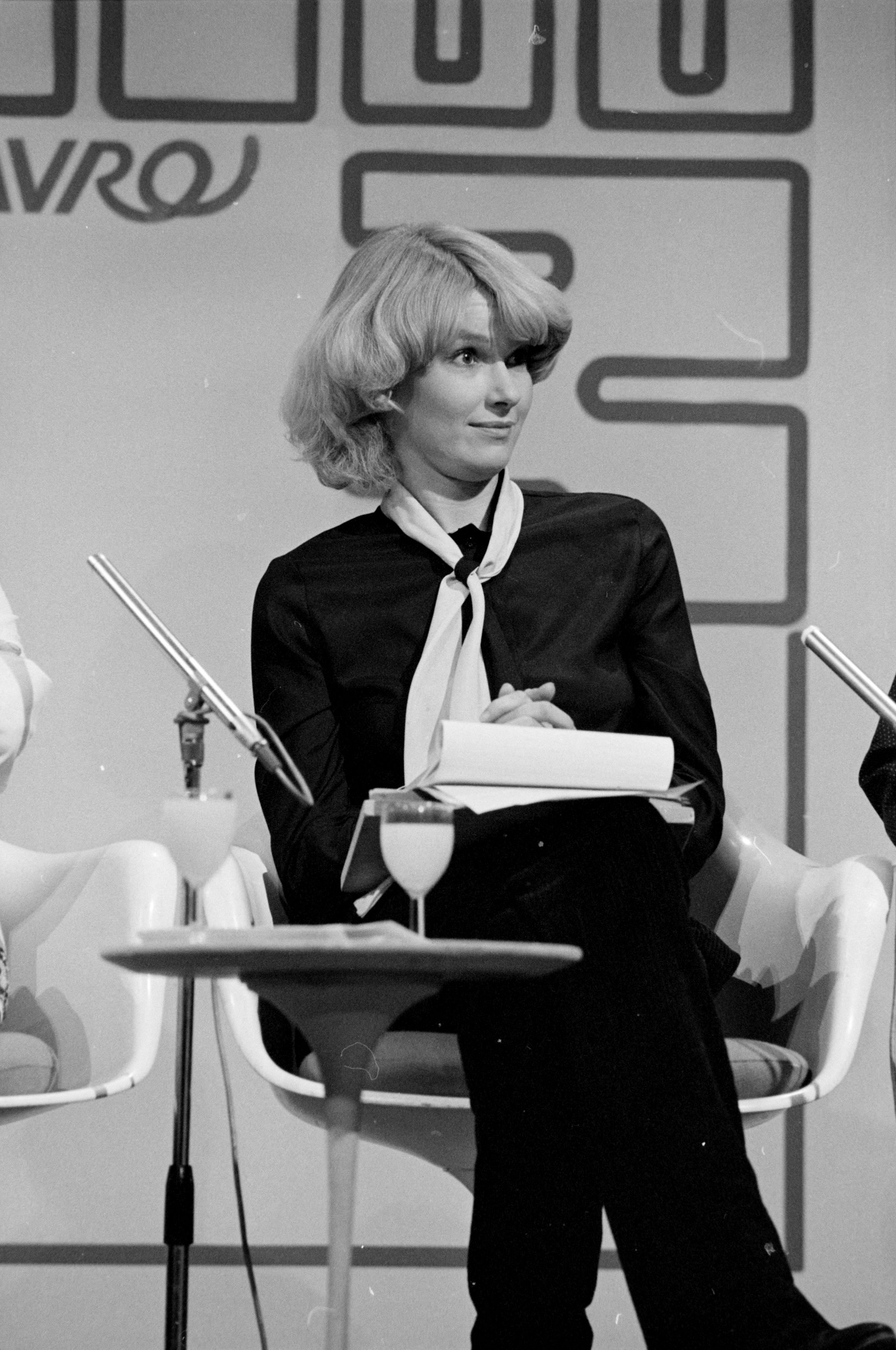
Martine Bijl in 1979

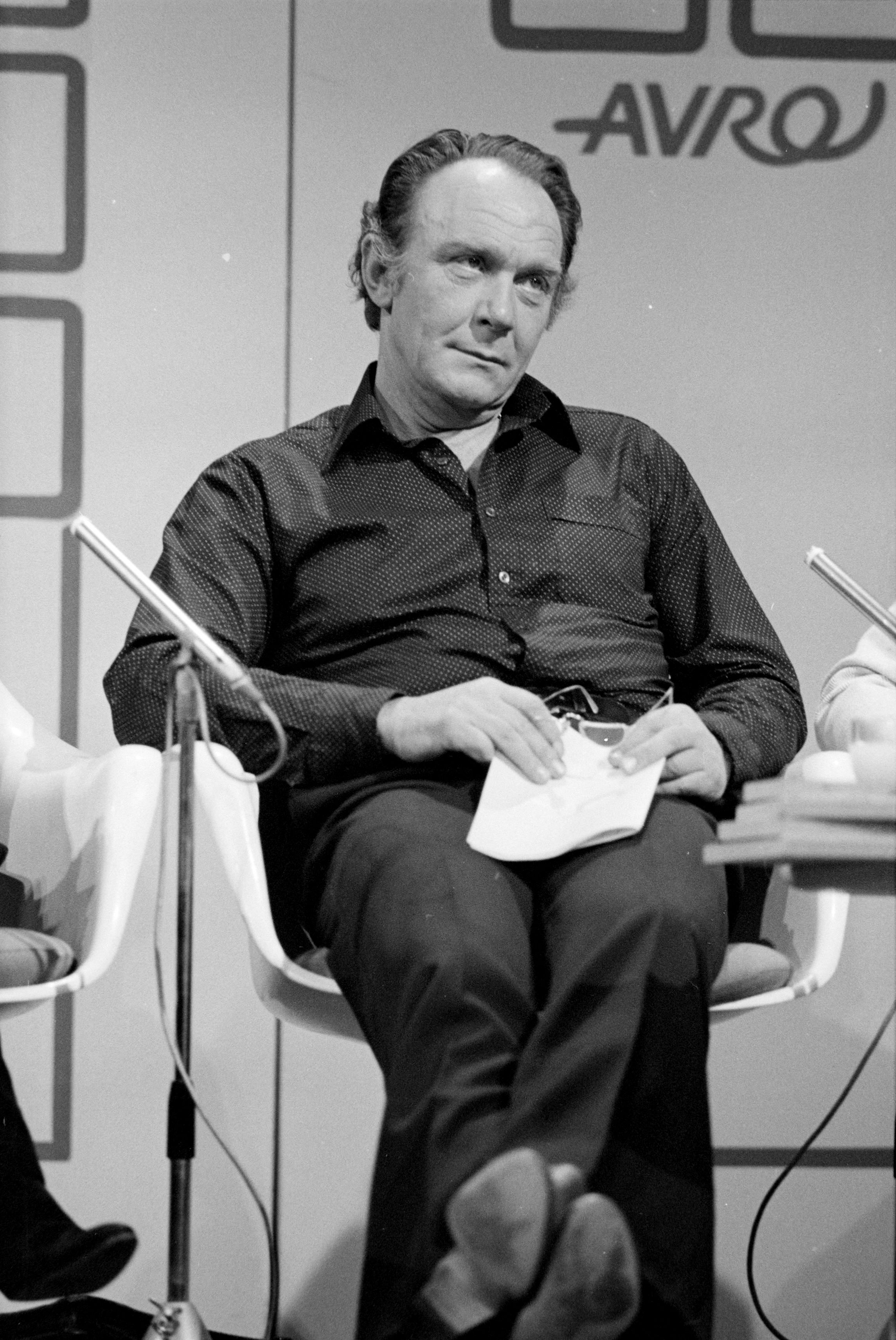
Kees Brusse in 1979

Het panel bestond uit vier panelleden, tijdens sommige edities van het programma waren er drie vaste panelleden en werd het vierde panellid iedere aflevering afgewisseld door een nieuw panellid. Het panel wisselde door de jaren heen regelmatig van samenstelling, hieronder een overzicht van de panelleden in chronologische volgorde:
- Hans Tetzner (1963-1965)
- Eva Smit (1963-1965)
- Guus Oster (1963-1968, 1971-1972)
- Eva Margadant (1963-1965)[4]
- Kitty Janssen (jaren 60)
- Hendrik Jansen (jaren 60)
- Erica Terpstra (jaren 60, 1994, 2010-2013)
- Jan de Cler (jaren 60)
- Lous Haasdijk (jaren 70)
- Thérèse Steinmetz (jaren 60)
- Martine Bijl (1971-1983, 2010-2013)
- Mies Bouwman
- Willem Duys
- Kees Brusse (1971-1983)
- Sonja Barend (1971-1977)
- Peter Knegjens
- Eveline van Velsen (1978-1983)
- Albert Mol (1971-1983)
- Marnix Kappers (1994-1995)
- Joop Braakhekke (1994-1995)
- Goedele Liekens (1994-1995)
- Caroline Kaart (1994-1995)
- Nelly Frijda (1997)
- Karel van de Graaf (1997)
- Willeke van Ammelrooy (1997)
- Willem Duys
- Bart Peeters (1997)
- Anita Witzier (2010)
- Ernst Daniël Smid (2010-2011)
- Arjan Ederveen (2010-2013)
- André van Duin (2010-2013)
- Karin Bloemen (2010); gastpanellid
- Jamai Loman (2010); gastpanellid
- Najib Amhali (2020-2023)
- Raven van Dorst (2020-2023)
- Britt Dekker (2020-heden)
- Martien Meiland (2020-heden)
- Gert Verhulst (2025-heden)
- James Cooke (2025-heden)

### Panelleden Wie is wie?
In alfabetische volgorde op achternaam:
- Jacques d'Ancona
- Sjoukje Hooymaayer
- Henny Huisman
- Irene Moors
- Ditta Terpstra (invalster)

## Trivia
- De herkenningsmelodie van het programma is Caravan in een uitvoering door Wes Montgomery.
- De Surinaamse groep Master Blaster parodieerde Wie van de Drie in hun gelijknamige nummer uit 1982; de kandidaten en een vrouw in het publiek werden gespeeld door de drie frontmannen.
- Een andere parodie, ook genaamd Wie van de Drie, werd in 1980 gemaakt door André van Duin en Ferry de Groot met de typetjes uit de Dik Voormekaar Show. Deze werd uitgebracht op de B-kant van de single Willy Alberti bedankt.
- In een aflevering uit de stripreeks De Generaal wordt er aan het spel gerefereerd wanneer de hoofdpersoon en zijn ingehuurde dubbelganger op heterdaad worden betrapt en op aandringen van de cipier allebei moeten zeggen "Ik ben De Generaal en ik wil de macht grijpen".
- In november 2008 werd Wie van de Drie ook gespeeld bij Mooi! Weer De Leeuw. Iemand uit het publiek wilde Jurgen uit Kinderen voor Kinderen 6 ontmoeten. Om erachter te komen wie die Jurgen was, werd dit spel gespeeld. Ook in een aflevering van Wie steelt mijn show? werd het spel gespeeld.
- Hoewel Ron Brandsteder op 5 november 2011 in de afkondiging riep dat de volgende week (12 november dus) weer een gloednieuwe aflevering te zien zou zijn werd op 12 november precies dezelfde aflevering van 5 november opnieuw uitgezonden.
- Twee leden van discogroep Village People, indiaan Felipe Rose en agent Victor Willis, verschenen afzonderlijk in de Amerikaanse versie.
- Een variant op Wie van de Drie is het programma Dit is mijn huis dat sinds 9 maart 2022 wordt uitgezonden op SBS6. In dit programma moet een panel middels het principe van Wie van de Drie zien te raden van wie een bepaald huis is.
- Op oudejaarsavond 2021 verving dit programma de Oudejaarsspecial van Ik hou van Holland vanwege de aangescherpte coronamaatregelen.
- Het achtste seizoen van dit programma verving in het voorjaar van 2022 Ik hou van Holland dat oorspronkelijk in deze periode zou worden uitgezonden, maar werd opgeschort vanwege het feit dat presentatrice Linda de Mol haar werk tijdelijk neerlegde vanwege betrokkenheid bij het schandaal bij The voice of Holland.
- In aflevering 3 van seizoen 25 van Wie is de Mol? werd het spel in de tweede opdracht gespeeld om erachter te komen wie op een verlaten vliegveld had geslapen. Het raden daarvan zou €1500,- opleveren voor de pot en als ze het niet raadden kreeg de verkeerd aangewezen persoon twee jokers.